# Chiesa di Santa Maria Assunta (Bianzano)
La chiesa di Santa Maria Assunta conosciuta come il santuario dell'Assunta è un luogo di culto cattolico, di Bianzano, comune in provincia e diocesi di Bergamo.

## Storia
La presenta di un edificio di culto posto in prossimità del castello cittadino, è documentata dal 1234 eretto su una cappella preesistente. La nuova costruzione fu sicuramente voluta dal castellano pochi anni poco l'edificazione del maniero. La sua posizione dominante sul lago di Endine farebbe supporre che vi fosse anche una torre armigera di avvistamento, la torre campanaria originale era infatti a vela. Questa antica torre era collocata sul lato sud-est della chiesa dove sono presenti antiche sepolture. Non sono invece documentate le informazioni che vorrebbero la presenza di un passaggio segreto sotterraneo a collegamento della chiesa al castello.
L'edificio fu ricostruito e rimodernato nel XVII secolo, con lavori a partire dal 1676.  Il Settecento vide l'ammodernamento del presbiterio che fu edificato in forma sopraelevata. Nel medesimo tempo fu elevata la nuova torre campanaria.

## Descrizione

### Esterno
L'edificio, dal tradizionale orientamento liturgico con abside a est, è posto su di un'altura a strapiombo sul lago di Endine, ed è anticipato sul fronte principale da un ampio sagrato. Il portale dell'accesso principale, in pietra e a sesto acuto, conserva la croce patente, poco visibile sul colore della pietra, ma che indicherebbe l'antica edificazione. Due aperture laterali rettangolari, di fattura più recente, sono complete di inferriate a protezione, mentre la parte superiore ospita il rosone con contorno in pietra leggermente strombato. La facciata si conclude con il tetto a due falde molto sporgente a protezione della facciata e dei fedeli.

### Interno
L'interno a unica navata, è diviso da un arco a tutto sesto in muratura con intradosso affrescato, in due campate. La pavimentazione in cotto risale alla struttura originale e conserva una lastra dove è posta la scritta Bienziano nome originale della località. Le pareti sono a conci a secco e nella parete a sinistra, sopra l'ingresso laterale, vi è la grande nicchia a forma di croce che probabilmente conservata la grande croce lignea, poi conservata sul lato opposto in una teca di vetro. Questa statua è conosciuta dai fedeli come il Signorù. Intorno alla statua si narrano eventi forse più di superstizione che reali e che non trovano documentazione negli archivi. La grande statua posta sulla croce di una misura maggiore di due metri pare che facesse paura ai bambini, per questo fu tolta dalla sua cornice e sepolta, ma dopo questo fatto iniziarono a succedere eventi negativi agli abitanti di Bianzano. Si pensò che fosse la maledizione della croce, per questo motivo fu dissotterrata, nuovamente restaurata e decorata ed esposta. Gli abitanti ritornarono a vivere in serenità. Questa grande statua viene portata in processione nelle ricorrenze liturgiche della settimana di passione.
La copertura in travi lignee è a vista. La zona presbiteriale costruita nel Settecento è decorata a stucco in stile barocco con volta a botte. Questa parte è stata nel Novecento completata con la grotta dedicata alla Madonna di Lourdes.